# Флія

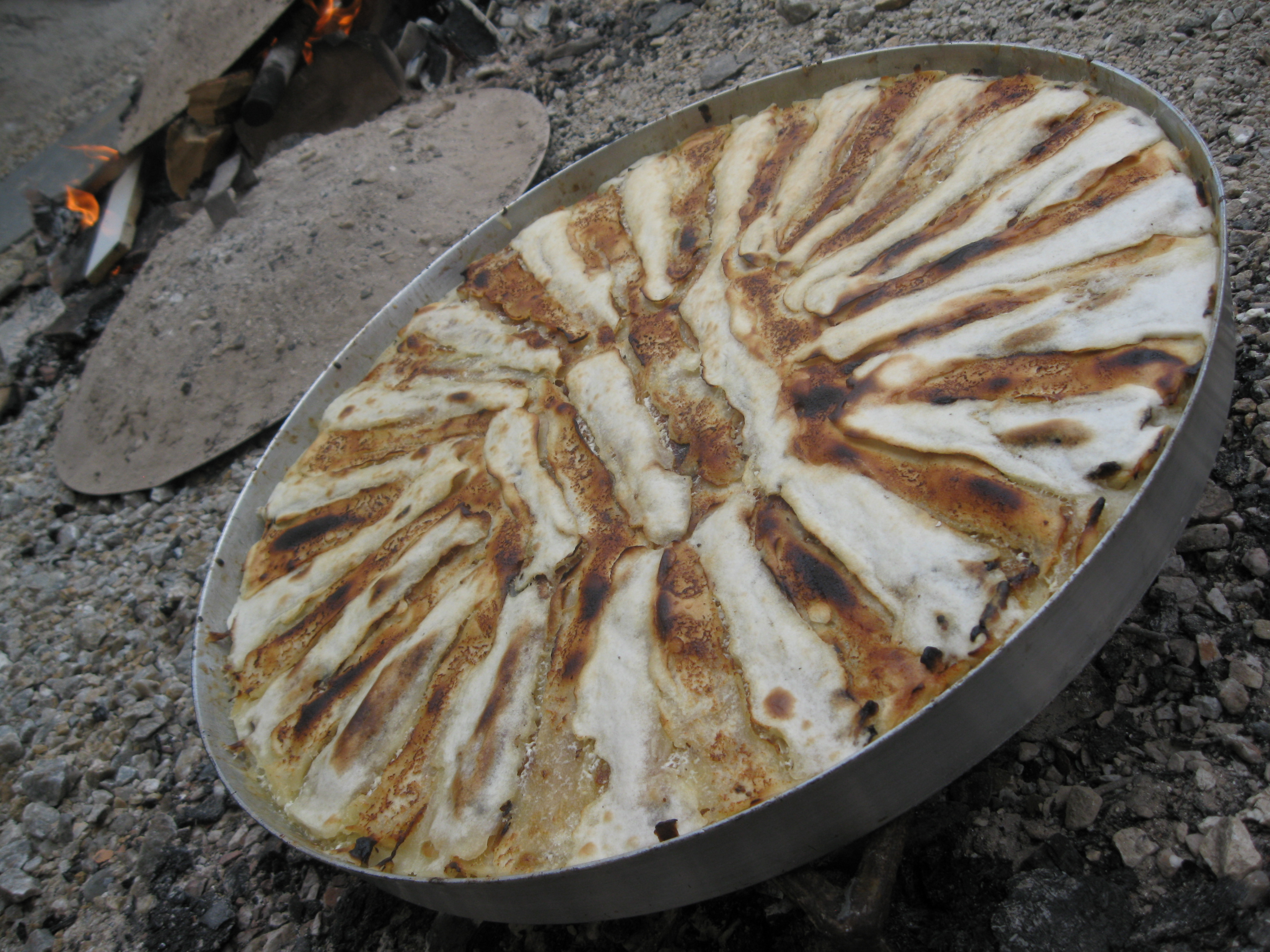
Традиційно приготовлена на вогні флія в тепсі з лежачим поряд сачем.

Флія (алб. Flia або Fli, також устар. Flija) — страва албанської, а також косовської кухні. Це паштетоподібна комбінація запеченого тіста в шарах і молочних продуктів. Вона зазвичай вживається в обід з салатом або квашеними овочами (туршія). Флію традиційно готовили в гірських районах країни.

## Приготування
Тісто для флії готується з борошна і води або молока, по консистенції і схоже з млинцями. Начинка зазвичай складається з каймака, молочного продукту типу вершків. Інколи використовуються інші сорти вершків або молочні продукти, такі як так це овечий сир, сметана або кефір, в деяких випадках яйця. Флія готується шарами. Тісто ллють на круглий змазаний олією деко окремими цівками від середини до країв. Між «промінцями тіста» залишається невеликий вільний простір, на який за допомогою ложки кладуть начинку. Потім страва протягом декількох хвилин запікається в духовці (при 250 °C), поки тісто зверху не стане коричнувате, після чого вказана процедура повторяється знову. І так декілька разів, в залежності від бажаної висоти Флії. Є також варіанти страви з кукурудзяним борошном і з шпинатом.
Традиційно флія готується на вогні в оброблених олією тепсі (металевих формах). Додатково використовується так званий сач — свого роду округла металева кришка, яка закриває тепсі, на яку кладуться гарячий попіл і вуглинки. Таким чином, флія запікається не тільки знизу, але і зверху. Тому при приготуванні страви в електричній плиті необхідно включати додатково верхній жар.